# IC 1785
IC 1785 је елиптична галаксија у сазвјежђу Троугао која се налази на листи објеката дубоког неба у Индекс каталогу.
Деклинација објекта је + 32° 40' 1" а ректасцензија 2h 16m 21,0s. Привидна величина (магнитуда) објекта IC 1785 износи 14,7 а фотографска магнитуда 15,7. IC 1785 је још познат и под ознакама MCG 5-6-21, CGCG 504-44, NPM1G +32.0094, KCPG 61B, PGC 8682.